# Стьюарт (город, Миннесота)
Стьюарт (англ. Stewart) — город в округе Мак-Лауд, штат Миннесота, США. На площади 2,1 км² (2,1 км² — суша, водоёмов нет), согласно переписи 2002 года, проживают 564 человека. Плотность населения составляет 269,2 чел./км².
- Телефонный код города — 320
- Почтовый индекс — 55385
- FIPS-код города — 27-62788[1]
- GNIS-идентификатор — 0652633[2]